# Pierre-Victor Continsouza
Pierre-Victor Continsouza, né le 10 avril 1872 à Tulle en Corrèze et mort le 16 août 1944 à Tulle, est un inventeur et industriel de l'industrie cinématographique française.

## Biographie

Animation en 2D et 3D d'une croix de Malte.

Pierre-Victor Continsouza crée un atelier de mécanique de précision et dépose en 1896 plusieurs brevets sur le mécanisme d'entraînement de film dit « croix de Malte ». Sa croix de Malte à quatre branches sera la plus largement utilisée dans les appareils de projection cinématographique.

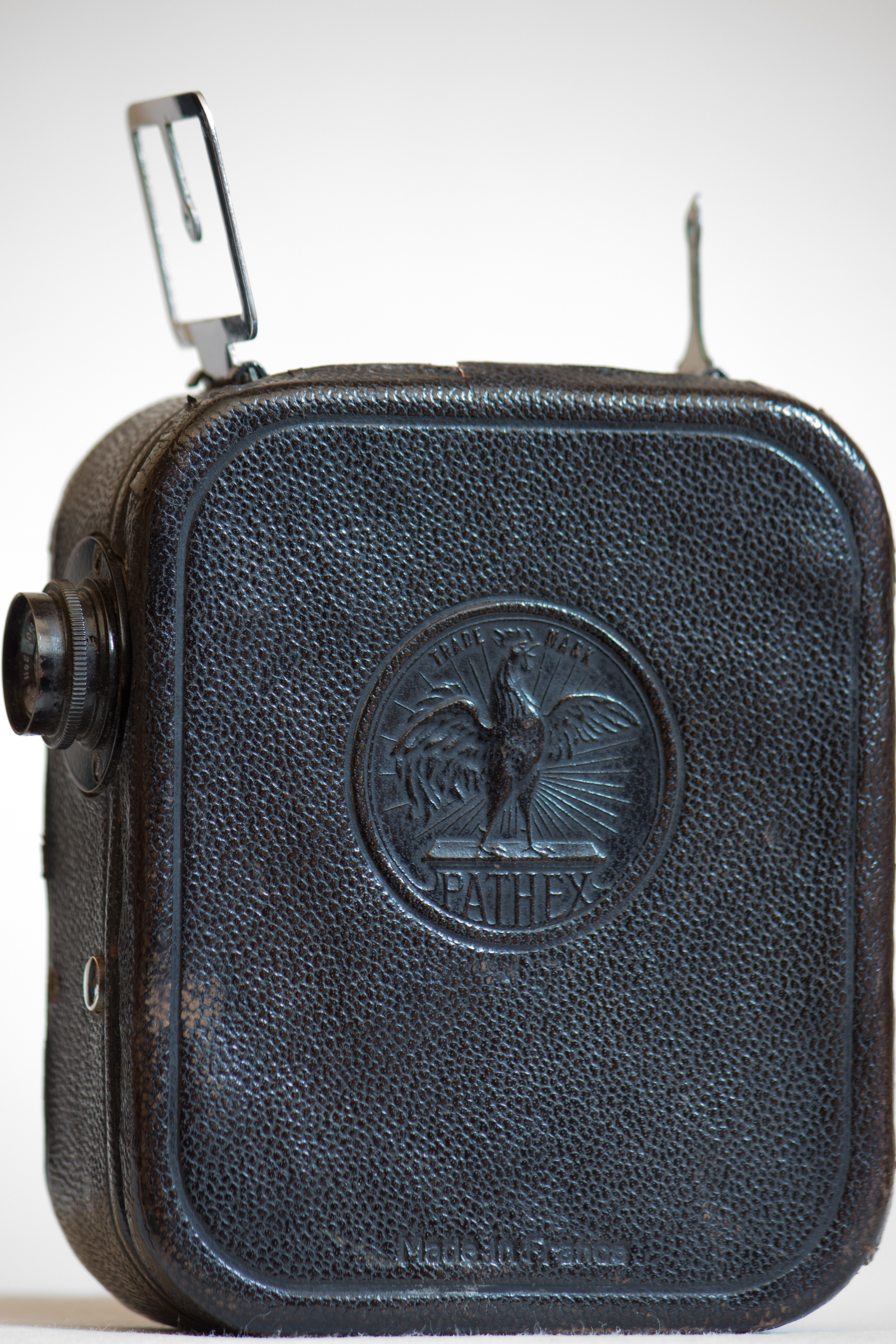
Caméra Pathé-Baby fabriquée par Continsouza pour Pathé, 1923-1930, film 9,5 mm.

Dans ses entreprises successives de mécanique il conçoit, met au point et fabrique des matériels de cinéma pour différentes marques dont Pathé. En particulier des projecteurs comme le « Pathé renforcé » de format 35 mm sorti en 1905, le « Pathé Kok » de format 28 mm en 1912, puis le « Pathé-Baby » 9,5 mm en 1922 et enfin le « Pathé Rural » 17,5 mm en 1927. 
Il fabrique en outre sous sa propre marque des mécanismes d'armement, et sous la marque MIP (Mécanique Industrielle de Précision), des machines à coudre et des projecteurs de cinéma 35 et 16 mm.
Une de ses usines de fabrication était l'Usine de la Marque, située au nord-est de Tulle.
Il possédait également une grande usine à Paris, cour de la Métairie.
L' entreprise Continsouza produisit également des machines à écrire, ainsi que de l'armement léger utilisant la munition 8X50R Lebel pour les forces françaises pendant la Première Guerre mondiale, notamment des mousquetons Berthier Modifiés 1916 et des fusils Berthier 1907 modifiés 1915.

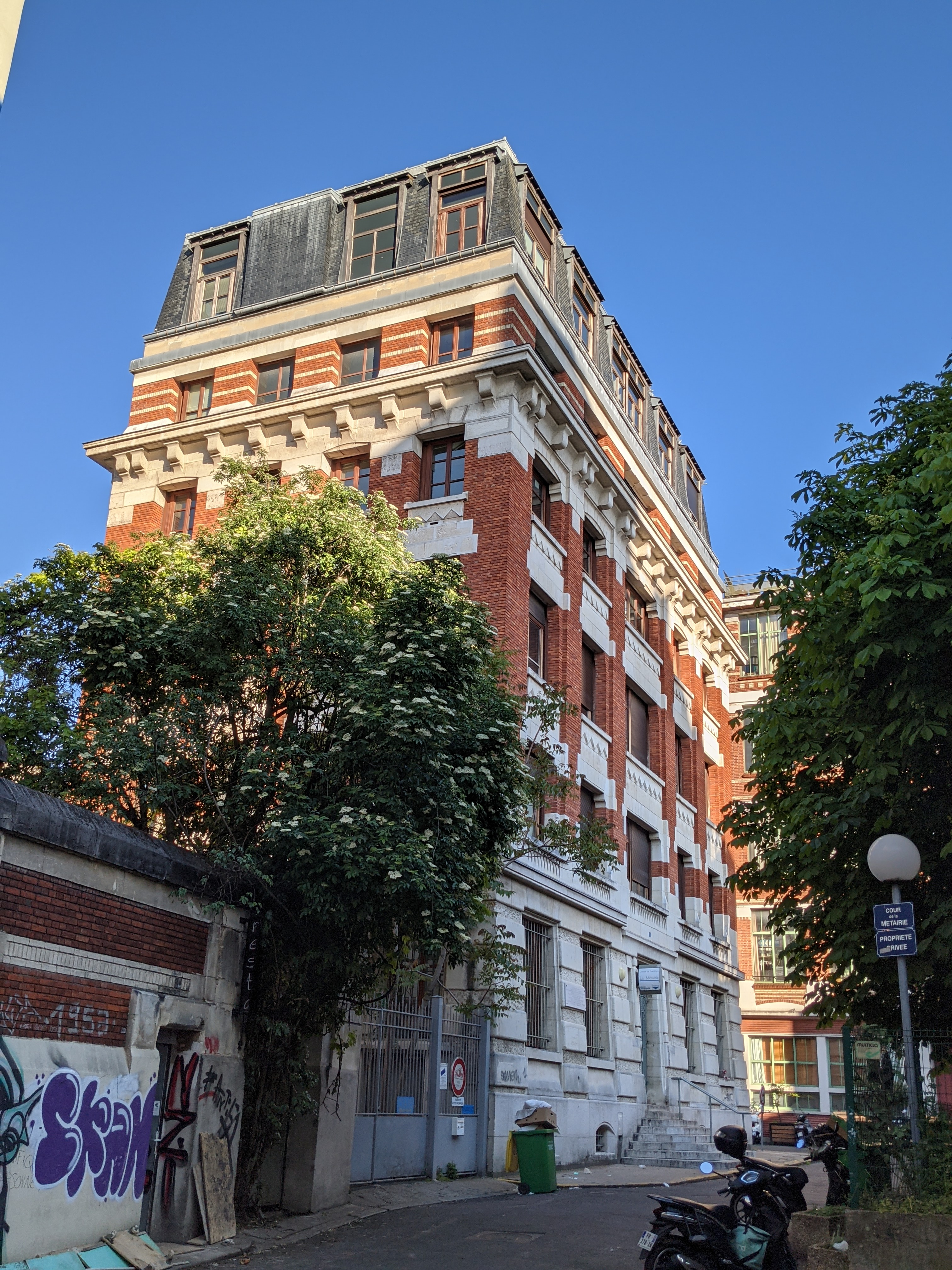
Bureaux de l'ancienne usine Continsouza.
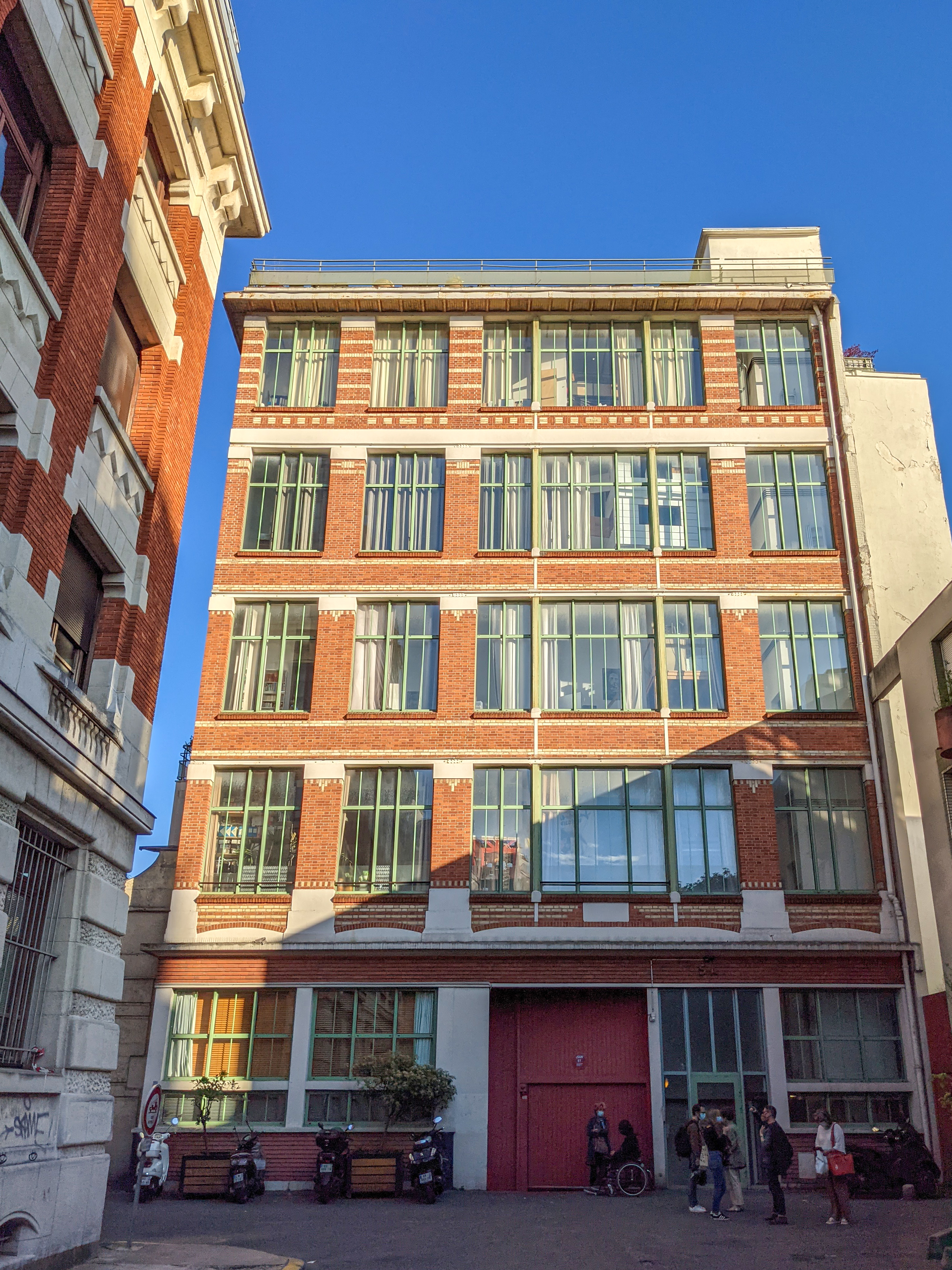
Bâtiment de l'ancienne usine Continsouza.